# Jean Jullien
Jean Jullien (n. 14 de marzo de 1983) es un diseñador gráfico francés.
Jullien nació en Cholet. Residió en Nantes y con veinte años se trasladó a Londres. Estudió en Central Saint Martins y el Royal College of Art. Sus obras han estado presentes en publicaciones tales como Télérama, Le Nouvel Observateur, The New York Times y The Guardian, y entre sus clientes se encuentran el Centro Pompidou, la Universidad de Yale y Nike.
En 2016, Jean Jullien fue uno de los 15 ilustradores invitados por el Festival Internacional de Cine La Guarimba para participar en la exposición Artistas por la Guarimba.

## Peace for Paris
Tras los atentados de París de noviembre de 2015, Jullien creó una variación del símbolo de la paz inspirado en la Torre Eiffel. La imagen se volvió viral a través de las redes sociales y la cobertura mediática de la solidaridad internacional contra el terrorismo. Anteriormente había publicado también una ilustración de solidaridad tras el atentado contra Charlie Hebdo, ocurrido en enero de 2015.

## Publicaciones
- Des mots globe-trotters (2012, junto con Sylvain Alzial)
- Ralf. Monréal: Comme Des Géant. 2014. ISBN 9782924332078.
- Alceste-la-chouette, roi du camouflage (2015, junto con Sean Taylor)